# Zenon Matysik
Zenon Matysik (ur. 7 lipca 1935) – polski koszykarz, reprezentant Polski, mistrz Polski (1965, 1970).

## Kariera sportowa
Karierę rozpoczął w 1952, w 1956 awansował ze Śląskiem Wrocław do I ligi. Z wrocławskim klubem występował przez 14 sezonów w ekstraklasie, w tym czasie zdobył dwukrotnie mistrzostwo Polski (1965, 1970), dwukrotnie wicemistrzostwo Polski (1963, 1964), pięciokrotnie brązowy medal mistrzostw Polski (1960, 1966, 1967, 1969, 1971). Ponadto trzykrotnie zdobywał Puchar Polski (1957, 1959, 1971), raz był finalistą Pucharu Polski (1956).
W 1959 wystąpił w 21 spotkaniach reprezentacji Polski, m.in. na mistrzostwach Europy w 1959, gdzie zajął z drużyną 6. miejsce.
7 maja 1964 roku wystąpił wraz ze Śląskiem Wrocław w spotkaniu towarzyskim przeciwko gwiazdom NBA. W zespole All-Stars znajdowali się wtedy: Bill Russell, Bob Pettit, Oscar Robertson, Tom Heinsohn, Jerry Lucas, Tom Gola, Bob Cousy, K.C. Jones. Zdobył wtedy 8 punktów, dla drużyny z Wrocławia, która przegrała w rezultacie 68–110.